# Satoru Inoue
Satoru Inoue (jap. 井上悟 Inoue Satoru; ur. 21 lipca 1971 w Kishiwadzie) – japoński lekkoatleta, olimpijczyk z Barcelony 1992 i Atlanty 1996, specjalizujący się w biegach krótkich.
W 1992 wystartował w biegu na dystansie 100 m, w którym odpadł w ćwierćfinale i w sztafecie 4 × 100 m, w której zajął 6. miejsce w finale z czasem 38,77 s. W 1996 wystartował w sztafecie 4 × 100 m, lecz ta została zdyskwalifikowana w eliminacjach.
Był mistrzem igrzysk azjatyckich w 1993 w Hiroszimie w sztafecie 4 × 100 metrów oraz wicemistrzem uniwersjady w 1993 w Buffalo w tej konkurencji.